# Tardes (Creuse)
Tardes ist eine Gemeinde in Frankreich. Sie gehört zur Region Nouvelle-Aquitaine, zum Département Creuse, zum Arrondissement Aubusson und zum Kanton Évaux-les-Bains. 

## Geographie
Die Gemeinde grenzt im Norden an Lussat, im Nordosten an Chambon-sur-Voueize, im Osten an Sannat, im Süden an Saint-Priest und Le Chauchet und im Westen an Saint-Loup.
Der Fluss Tardes passiert die gleichnamige Ortschaft. Im Osten verläuft sein Zufluss Méouze, an der südlichen Gemeindegrenze die Valette.

## Geschichte
Mazeirat war eine eigenständige Gemeinde, die dann nach Tardes eingemeindet wurde.

### Bevölkerungsentwicklung
| Jahr      | 1962 | 1968 | 1975 | 1982 | 1990 | 1999 | 2008 | 2013 | 2016 | 2022 |
| --------- | ---- | ---- | ---- | ---- | ---- | ---- | ---- | ---- | ---- | ---- |
| Einwohner | 297  | 255  | 216  | 149  | 154  | 127  | 141  | 144  | 137  | 119  |

## Sehenswürdigkeiten
- Château de Montflour, ein Schloss auf 403 Metern über Meereshöhe gelegen aus dem 16./17. Jahrhundert, heute Monument historique
- Kirche Mariä Himmelfahrt im Ortsteil Mazeirat aus dem 12. Jahrhundert, ebenfalls Monument historique

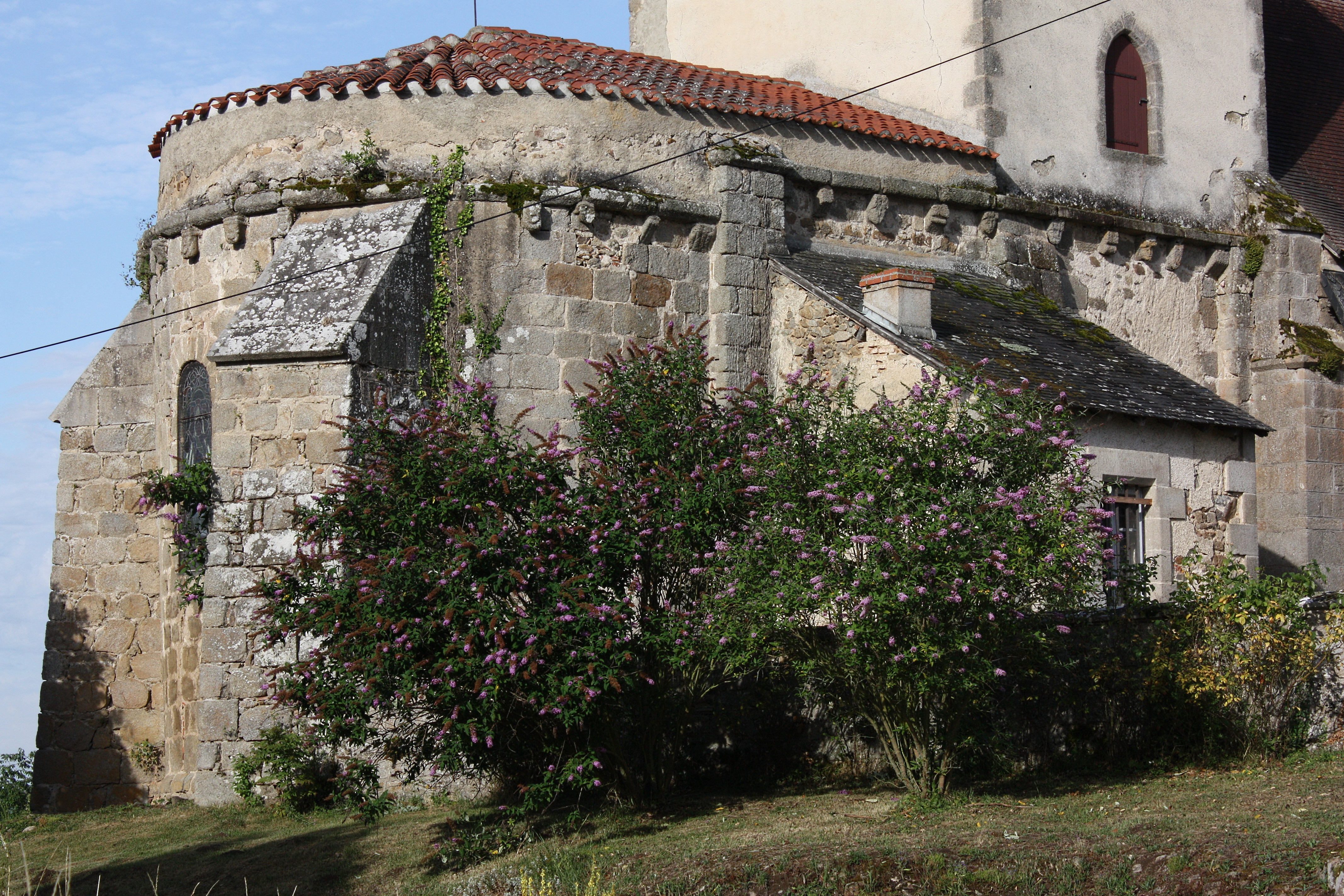
Kirche Mariä Himmelfahrt